# 霍德梅泽瓦沙海伊
霍德梅泽瓦沙海伊（匈牙利語：Hódmezővásárhely，發音：[ˈhoːdmɛzøːvaːʃaːrhɛj] ⓘ）是位於匈牙利東南部琼格拉德-乔纳德州的一個城市。有證據表明，在距今6000年前，這里即已經有人居住。